# Stazione di Villapiana Lido
La stazione di Villapiana Lido è una fermata ferroviaria posta sulla linea Taranto-Reggio di Calabria che serve il centro abitato di Villapiana.

## Movimento
La stazione è servita da treni regionali operati da Trenitalia nell'ambito del contratto di servizio stipulato con la Regione Calabria.